# Music for a Sushi Restaurant
«Music for a Sushi Restaurant» (en español: «Música para un restaurante de sushi») es una canción del cantante británico Harry Styles perteneciente a su tercer álbum de estudio Harry's House (2022), siendo la canción inicial. Fue lanzada como tercer sencillo de este el 3 de octubre de 2022 por Columbia Records. Fue compuesta por Styles, Mitch Rowland, Kid Harpoon y Tyler Johnson, mientras su producción fue hecha por los últimos dos.
La canción llegó al top 10 en las listas de los Estados Unidos, Nueva Zelanda, Australia, Reino Unido, Canadá, Irlanda e Islandia; también alcanzó el puesto cinco en la lista mundial del Billboard Global 200.

## Antecedentes
Styles en una entrevista para NPR mencionó que esta canción fue ideada por él y Harpoo mientras visitaban un restaurante de sushi en Los Ángeles, en este escucharon una canción del álbum Fine Line (2019), y pensaron que era "música muy extraña para un restaurante de Sushi", «Music for a Sushi Restaurant» fue creada como la canción ideal para ser tocada en un restaurante de sushi. El nombre de esta también fue pensada como un posible título del álbum, pero Styles terminó pensando que Harry's House sonaba mejor.

## Recepción comercial
Tras el lanzamiento de Harry's House, «Music for a Sushi Restaurant» ingresó en el número 8 dell Billboard Hot 100 en la semana del 4 de junio de 2022, convirtiéndose en una de las cuatro entradas entre los diez primeros junto con «As It Was», «Late Night Talking» y «Matilda», que alcanzaron los puestos uno, tres y nueve, respectivamente. Antes de ser lanzada como sencillo, «Music for a Sushi Restaurant» comenzó a figurar en el Mainstream Top 40 en el número 40 en la semana del 23 de julio, logrando subir al puesto 17.

## Promoción
La canción fue utilizada en un comercial de la tercera generación de AirPods de Apple con el audio espacial de Apple Music, que se lanzó el 2 de junio de 2022. Styles y Apple recrearon los icónicos comerciales de fondos de colores con siluetas de iPod de inicios de los años 2000, con bailarines rosas, rojos y azules bailando al ritmo de la canción que golpea el bajo junto con Styles mientras su cuerpo bloqueado por colores cambia a través de una variedad de matices llamativos; en lugar de recibir un pago por aparecer en el comercial, Styles pidió que la compañía donara la cifra no especificada al Comité Internacional de Rescate (IRC).

## Listas
| Listas (2022)                 | Mejor posición |
| ----------------------------- | -------------- |
| Argentina (Argentina Hot 100) | 67             |
| Australia (ARIA)              | 4              |
| Bélgica (Ultratop 50 Flandes) | 47             |
| Canadá (Canadian Hot 100)     | 7              |
| Dinamarca (Track Top-40)      | 22             |
| España (PROMUSICAE)           | 74             |
| EUA (Billboard Hot 100)       | 8              |
| EUA (Mainstream Top 40)       | 12             |
| EUA (Adult Top 40)            | 30             |
| Francia (SNEP)                | 97             |
| Global 200 (Billboard)        | 5              |
| Hungría (Stream Top 40)       | 28             |
| Irlanda (Singles Chart)       | 8              |
| Islandia (Plötutíðindi)       | 9              |
| Italia (FIMI)                 | 68             |
| Japón (Hot Overseas)          | 20             |
| Noruega (VG-lista)            | 24             |
| Nueva Zelanda (Hot Singles)   | 4              |
| Países Bajos (Single Top 100) | 14             |
| Portugal (Top Singles)        | 8              |
| Reino Unido (UK Singles)      | 3              |
| Suecia (Sverigetopplistan)    | 34             |

## Certificaciones
| País (organismo certificador) | Certificación | Unidades certificadas |
| ----------------------------- | ------------- | --------------------- |
| Australia (ARIA)              | Oro           | 35 000                |
| Estados Unidos (RIAA)         | Oro           | 500 000               |
| Reino Unido (BPI)             | Plata         | 200 000               |

## Historial de lanzamiento
| Región         | Fecha                | Formato(s)             | Disquera(s) | Ref.   |
| -------------- | -------------------- | ---------------------- | ----------- | ------ |
| Reino Unido    | 25 de mayo de 2022   | Descarga digital       | Erskine     | [ 31 ] |
| Estados Unidos | 3 de octubre de 2022 | Contemporary hit radio | Columbia    | [ 32 ] |